# Лід (журналістика)
Лід (від англ. lead — керувати, очолювати, займати перше місце, бути попереду) — короткий виклад журналістського матеріалу, що розміщується після заголовку й перед основним текстом. Існує правило, згідно з яким, матеріал довший за 100 рядків мусить супроводжуватися лідом. У термінологічному словнику українських журналістів у цьому значенні вживається ще слово «вріз» («врізка»).

## Функції ліду
Лід покликаний представити читачам статтю, привабити їхню увагу, але найважливіша його функція — зорієнтувати читача в змісті матеріалу. У західній пресі лід набув надзвичайно широкого застосування в 1980-ті роки. Саме тоді були зроблені точні статистичні підрахунки, які засвідчили, що читач за 3–5 секунд проглядає заголовок; 30–40 секунд витрачає на ознайомлення з лідом і 3–5 хвилин — на цілий текст. А відтак стало зрозумілим, що «лід» — проміжний між заголовком і текстом етап сприйняття читачем матеріалу, який має вирішальне значення для просування новин у свідомість читача.
Лід повинен мати шрифтове виділення, у процесі попереднього ознайомлення читачі проглядають ліди, обираючи матеріали для докладного текстуального ознайомлення. Виділяють дві функції ліду: 1) інформаційну і 2) мотивуючу. Виконуючи першу функцію, лід мусить інформаційно розширити назву. Виконуючи другу функцію, лід мусить заінтригувати читача (іноді шокувати), дати йому мотив для ознайомлення з наступним текстом.
Загалом лід — це стиснута в кілька речень стаття. Лідами не є набрані жирним шрифтом перші абзаци статей, як це часто зустрічаємо в наших газетах.

## Правила написання
Французька методика визначає такі правила написання лідів:
- він має бути написаний простіше за звичайний журналістський текст: складатися з простих речень, використовувати лише загальнозрозумілу лексику, не містити спеціальної термінології;
- у ліді не повинні перераховуватися цифри, вживатися абревіатури, маловідомі власні назви;
- початок ліду не повинен повторювати назву;
- заголовок і лід повинні складати дві змістовно й синтаксично незалежні одна від одної структури, кожна з яких є завершеною формулою, цілком зрозумілою без іншої;
- лід є незалежним від зачину тексту, тобто його першої фрази;
- лід найчастіше відповідає на запитання: що сталося? чому? в який спосіб?

Американська навчальна література велику увагу приділяє цьому композиційному елементу зовнішньої подачі газетних матеріалів. Надзвичайно розвинута й типологія ліду, яка налічує до п 'ятнадцяти його різновидів:
- лід — «вішак» передбачає, що в першій же фразі міститься відповідь на всі новинарні запитання; відповіді на ці запитання навішуються, як одяг, на гачки вішалки;
- лід — негайна ідентифікація; використовується тоді, коли новина має головного героя — загальновідому особу;
- лід — окремий постріл; застосовується тоді, коли предмет повідомлення може бути стисло, до афористичності, визначений словесно;
- лід — каламбур або ігровий лід; вербальна обігрує назви фільмів, телепередач, імена «зірок», приказки та афоризми; популярний на сторінках розважальної преси;
- лід «стаккато»; складається з коротких, уривчастих, «телеграфних» речень; передбачає наявність натяків, підтексту, інтригуючу кінцеву непроясненість повідомлення.